# Marie Blizard
Marie Blizard (Nova Jersey, 17 de abril de 1902 — New Haven, Connecticut, 20 de outubro de 1991) foi uma escritora estadunidense, que se tornou conhecida por seus livros de mistério. Criou a personagem "Eve MacWilliams", que protagonizou algumas de suas histórias de suspense.

## Biografia
Marie era filha de Ida e Charles Edward Blizzard, de ascendência irlandesa. Viveu em Connecticut e permaneceu solteira.

## Eve MacWilliams
A personagem de mistério criada por Blizard, Eve MacWilliams, é uma jovem e loura recém-casada, muito supersticiosa, que foi criada por sua avó em Wisconsin, e casa com o agente do FBI Tom MacWilliams, com quem vai morar em Connecticut. Inicia-se a aventura com o livro “The Late Lamented Lady” (Mystery House, 1946), depois continua em “The Men in her Death” (Mystery House, 1947), segundo livro da série.

## Obras
- New Vogue Flatters Men, foi ao ar na Rádio Digest, em maio de 1930[5]
- Runaway, publicado na Life Story Magazine, em junho de 1945
- Wings for Juliet, Arcádia House, 1942
- You`ve Met Mrs. Parrish?, Arcadia house, 1942[6]
- The Moon in Aries, Arcadia House, 1941[6]
- The Watch Sinister (New York: M.S. Mill Co. and William Morrow & Company, 1951), penúltimo mistério da autora, que escreveu 5 livros do gênero,[7] 1951.
- Conspiracy of silence, M. S. Mill & William Morrow,New York, 1952
- The Dark Corner, 1950
- Daughter of a star (The Westminster Press, 1954)
- Flowers at her feet, 1937
- The ghost at Kimball Hall (Philadelphia: Westminster Press, 1956)
- Obey thy heart, 1945
- The Late Lamented Lady, 1946[8]
- The Men in Her Death, Mystery House, 1947.

## Marie Blizard em língua portuguesa
- Asas do Destino, volume 113 da Coleção Biblioteca das Moças, da Companhia Editora Nacional, tradução de Silvia Mendes Cajado[9] apenas uma edição, em 1944.[10]
- E o Amor Voltou ("You've Met Mrs. Parrish?"), volume 124 da Coleção Biblioteca das Moças, da Companhia Editora Nacional, tradução de Maria Eliza Penido Haak.[11] Só uma edição, em 1946.[12]